# Napaleofú
Napaleofú es una pequeña localidad situada en el sudeste de la provincia de Buenos Aires, en Argentina. Se halla ubicada a 50 km de Tandil y a 63 km de Balcarce y administrativamente depende del partido de Balcarce, aunque parte de su territorio pertenece al partido de Lobería. El nombre es una derivación del vocablo mapuche «napa» o «napad» con el que, probablemente, los indios serranos denominaron a lo que hoy se conoce como Arroyo Chico.
El pueblo se formó a partir de enfiteutas que establecían estancias aprovechando la seguridad que les brindaba el cercano Fuerte Independencia. El señor Manuel Sánchez recibió una porción de tierra por parte del gobierno de la provincia de Buenos Aires y estableció la estancia Napaleofú. Cuando falleció sus herederos donaron las tierras donde se estableció el pequeño pueblo y la estación de ferrocarril. Las calles no tuvieron nombre hasta 1994 (la necesidad de las empresas prestadoras de servicios de determinar fehacientemente las direcciones de facturación obligó a darles un nombre).
La economía de Napaleofú está mayoritariamente basada en la producción agrícola ganadera, la minería y algunas actividades industriales como la producción de pan, pastas, y repostería en menor escala. El hecho de que el territorio pertenezca a dos partidos (tres en la práctica) trae aparejados algunos problemas: por ejemplo, la mitad de una escuela pertenece a un partido y la otra mitad a otro. El censo realizado en 2001 da una población de más de trescientos habitantes, aunque sondeos extraoficiales hablan de más de mil. El pueblo cuenta con un jardín de infantes, una escuela primaria y otra secundaria.

## Geografía
Napaleofú dista 50 km de Tandil, 62 km de Balcarce y 63 km de Lobería. Territorialmente, la localidad está enclavada entre dos partidos: el área urbana está bajo la jurisdicción del partido de Balcarce, pero la mayoría del entorno rural corresponde al partido de Lobería. Además se podría decir que es una comarca tripartita, ya que algunos campos lindantes se encuentran en territorios del partido de Tandil.

### Relieve
Está ubicado en una zona de llanura agrícola, cercana al mar por el este, y al Sistema de Tandilia por el oeste. Es una zona de piedemonte de suave pendiente formada por sedimentos loésicos. La profundidad de estos sedimentos tiende a ser de baja a media, y en ocasiones hay presencia de tosca (horizonte cálcico rocoso antes de llegar a una profundidad de 1,5 m), este horizone petrocálcico limita, donde se encuentra, el aprovechamiento agrícola.

### Clima
El clima de la zona tiene la característica de ser un clima oceánico con un régimen hídrico subhúmedo-húmedo, con 800 mm promedio de precipitaciones anuales con máximos en enero, febrero y marzo y mínimos en junio, julio y agosto. La temperatura media anual es de 13,3 °C. De octubre a principios de marzo es el considerado período libre de heladas.

### Vegetación
Poco queda de la vegetación originaria de esta región, a causa de los usos intensivos del territorio por parte del hombre. La vegetación potencial se corresponde con estepas de gramíneas de menos de un metro de altura.

## Toponimia
Napaleofú es la castellanización de un vocablo de origen mapuche. El elemento "-leofú" procede del sustantivo lewfü, "arroyo" o "río". Es probable que este nombre fuera adjudicado por los indígenas al curso de agua que hoy se conoce como Arroyo Chico.

## Historia

### Los aborígenes

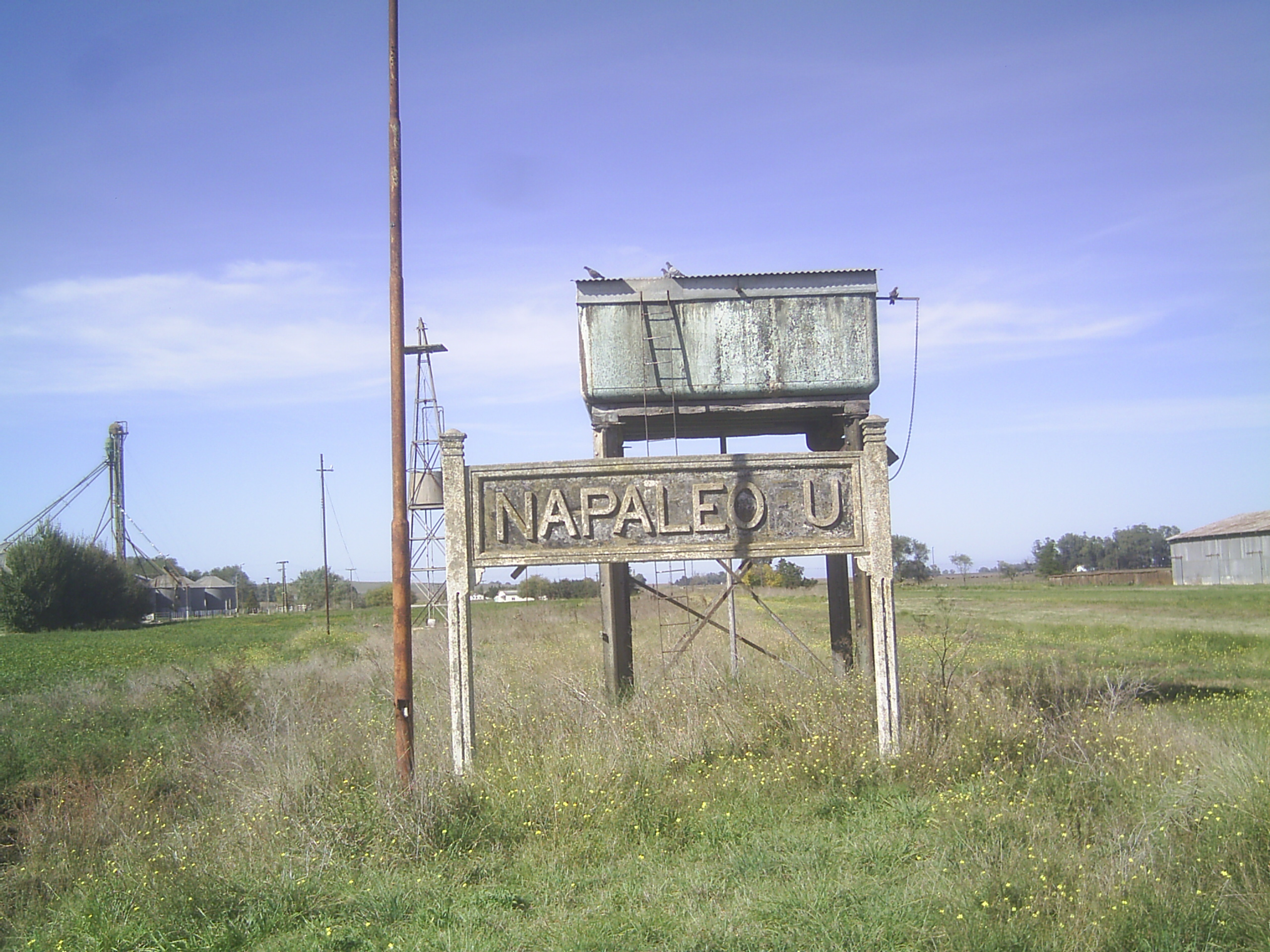
Napaleofú: entrada a la estación de ferrocarril.

La población originaria de estas tierras se denominaba serranos, un grupo puelche perteneciente al complejo cultural tehuelche que a partir de mediados del siglo XVIII comenzó a experimentar el impacto de la expansión de los mapuches o araucanos. Se dedicaban a la caza de guanacos y utilizaban la piedra de las sierras para fabricar armas y utensilios de piedra; quedan restos arqueológicos de estos talleres en varios lugares de la sierra, como en la denominada Cueva del Indio.
Luego de la llegada de los conquistadores españoles y de la introducción del ganado bovino en la región pampeana, estos grupos aborígenes reorganizaron sus actividades de subsistencia alrededor del comercio del ganado denominado cimarrón, que se multiplicaba libremente gracias a las grandes extensiones de pastizales naturales. Los indios serranos mantenían contactos comerciales con "los blancos" establecidos en la zona de frontera y a veces también atacaban a las estancias para robar el ganado.
Como resultado de las sucesivas expediciones militares llevadas a cabo por el gobierno de la República Argentina contra los pueblos originarios en el siglo XIX, denominadas Campaña del Desierto, la población aborigen original fue desapareciendo hacia mediados de ese siglo. No obstante, han quedado vestigios en Napaleofú que dan testimonio de su presencia en la región, como por ejemplo los corrales construidos con piedras superpuestas que formaban murallas de dos metros de altura y cien metros de largo. Estos corrales eran lugares de refugio y también de cría o mantenimiento del ganado hasta su comercialización.

### La enfiteusis y los primeros colonos
Hacia 1825, luego de las campañas militares organizadas por el general Martín Rodríguez mientras era gobernador de la provincia de Buenos Aires, las tierras obtenidas pasaron a estar bajo jurisdicción del gobierno de dicha provincia, entonces integrante de las Provincias Unidas del Río de la Plata. Pero, al poco tiempo, fueron cedidas a la empresa inglesa Baring Brothers Co. como garantía por un empréstito solicitado por el gobierno. Como esas tierras no podían ser vendidas, se arrendaron en grandes extensiones y por lapsos de 20 o 30 años. Los arrendatarios de esas tierras fueron llamados enfiteutas.
En 1826 el gobernador de la provincia de Buenos Aires otorgó, en carácter de enfiteusis, a Manuel Sánchez una extensión de tierras de dos leguas y tres cuartos de superficie aledaña al arroyo Napaleofú (en ese entonces denominado «Arroyo Chico») conformando así la «Estancia Napaleofú», la propiedad más antigua de la zona.
Otros enfiteutas en la zona de Napaleofú ocuparon terrenos en la zona del arroyo Chapaleofú estableciendo estancias. El Fuerte Independencia, en Tandil, les aseguraba algo de protección contra los ataques indígenas. Primero llegaron colonizadores desde el norte del río Salado y más tarde europeos. La expedición colonizadora fue organizada por el gobernador Juan Manuel de Rosas en 1833 que usó los ataques indígenas como pretexto. Una vez que la población indígena fue dominada repartió en enfiteusis los territorios de Volcán, Tapalqué, Chapaleofú, Huesos, Quequén, Tandil y los de Napaleofú. Sin embargo los malones se sucedieron aun durante muchos años. Hermenegildo Italiano refiere el último en la zona en 1859, cuando "la indiada de Calfucurá y Mariano Rosas" llevó a cabo un malón sobre la ciudad de Azul con dos mil guerreros. El general Venancio Flores y el coronel Ignacio Rivas salieron a batirlos, por lo cual muchos de los atacantes se dirigieron hacia el arroyo Chico, que discurre por la estancia San Juan. Allí fueron batidos por los pobladores.
Hay numerosas historias y leyendas sobre la existencia de "vagos" y "malentretenidos", gente que huía de sus poblaciones originarias donde ya existían jueces de paz como los hermanos Barrientos que se escondían en unas cuevas de las sierras cercanas a San Manuel que llevan actualmente sus nombres. Había ya por esos tiempos pulperías que servían de comercios y refugio para los viajeros ante el posible ataque de los malones.

### El origen del pueblo
A los primeros ranchos con fosos protectores se fueron sumando los ranchos de la Estancia Napaleofú que, poco a poco, fue tomando forma con sus corrales y los primeros árboles. Al fallecer Sánchez en 1872, la Estancia Napaleofú fue heredada por su hermana Benita, casada con Santos Calvento. Una de las hijas del matrimonio, Concepción, se casó con Miguel Cuevas y luego del fallecimiento de sus padres les compró a sus ocho hermanos las partes correspondiente de la estancia quedando como única dueña. La familia Cuevas donó las tierras para el tendido del ferrocarril donde se construyó la estación y el pequeño pueblo que lleva el nombre de la estancia.
El pago de Napaleofú se fue constituyendo como tal a partir de las estancias de la zona. Pero el pueblo propiamente se originó con la llegada del Ferrocarril del Sud, luego denominado General Roca. Después de realizar estudios de factibilidad para montar la red ferroviaria, la empresa decidió que la red debía conectar las zonas más productivas. Así, en 1914, llegó a Napaleofú, lugar que fue punta de rieles durante 15 años y que centralizó el movimiento agrícola y comercial de una vasta zona.
En este ambiente de llanura, se dispuso una parada ferroviaria cada veinte kilómetros. Las instalaciones de la estación Napaleofú se erigieron donde están hoy, en terrenos donados por la familia Cuevas. La estación fue inaugurada el 16 de diciembre de 1914, bajo la jurisdicción del ya entonces partido de Balcarce. Era intención denominar a la estación Miguel Cuevas como homenaje al jefe de la familia donante. Pero el encargado del gobierno encargado de este trámite exigió una "coima", a lo que Cuevas se opuso. Otras fuentes sostienen que este nombre no fue posible por existir en Mendoza una parada ferroviaria denominada "De las Cuevas".

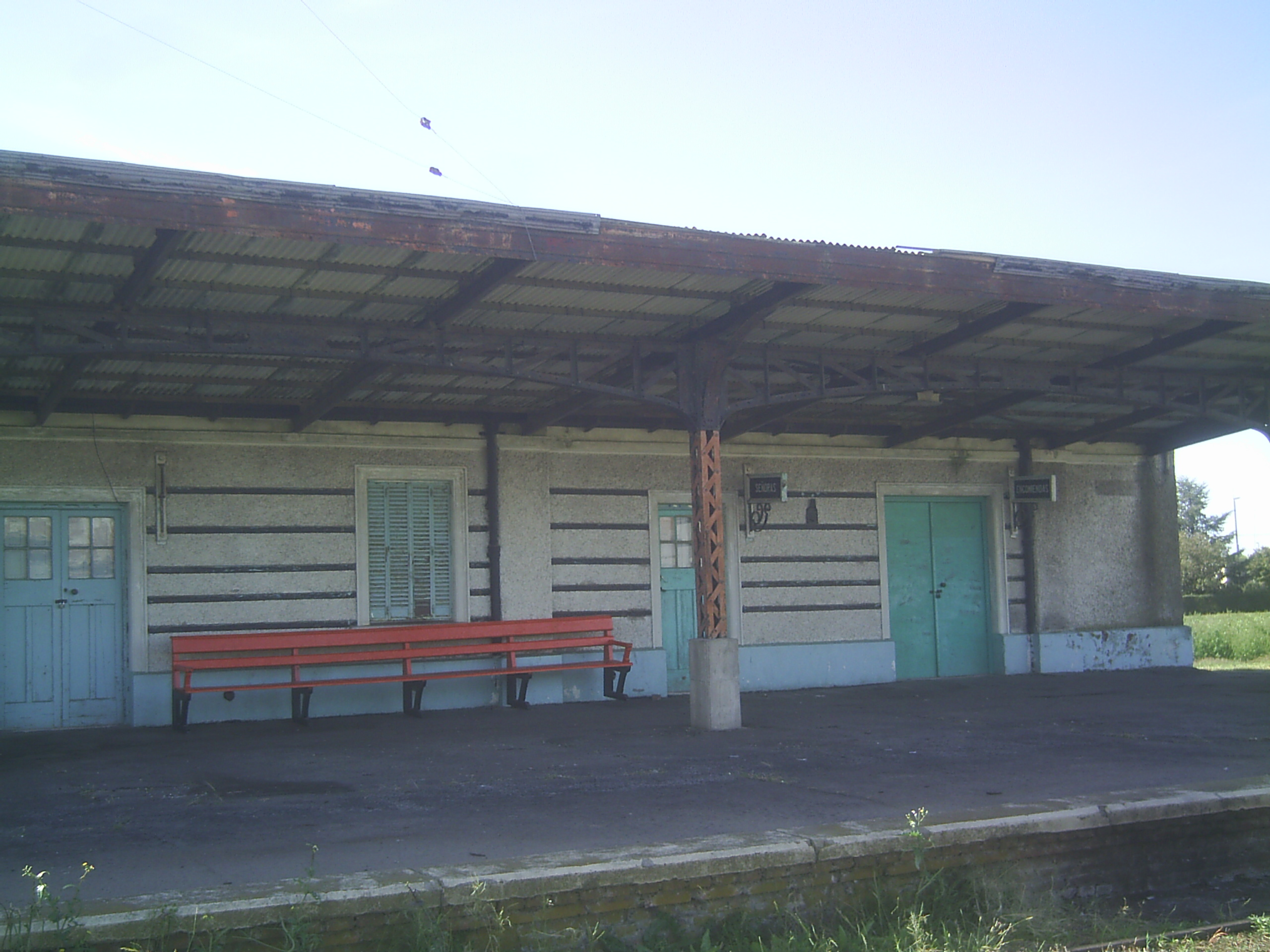
Vista de la estación del ferrocarril.

También en 1914 abrió sus puertas el almacén El Cantábrico, el primer comercio del pueblo, con su primitivo nombre de La Fundadora. El señor Antonio Lagrutta fue su primer dueño, más tarde el señor Fort y a partir del año 1939 los hermanos Balza. En este comercio se concentraban servicios de almacén, despacho de bebidas y corralón de materiales de construcción; atendía transacciones y en el mismo edificio funcionaba un pequeño hotel o fonda, una peluquería y posteriormente un club social y deportivo. En los alrededores de la estación empezó a levantarse el poblado: un almacén de ramos generales, un aserradero, un embarcadero de animales y algunas casas.  En 1929, Napaleofú tenía una población de cien habitantes dedicados a las actividades agrícolas y ganaderas. La mayoría de los pobladores actuales son descendientes de los inmigrantes que llegaron a esta área rural a principios del siglo XX. Los recién llegados fueron, sobre todo, españoles, vasco-franceses e italianos.
Además, en la década de 1940 también se establecieron grupos de inmigrantes argentinos, predominando los provenientes de Santiago del Estero que se dedicaron a la cosecha de la papa.
En 1946 se inauguró la Ruta Nacional 226, que pasaba a 5 km del pueblo, al que se podía acceder por un camino lindero a la vía del ferrocarril. Cuando se construyó la Ruta Nacional 227, que une la 226 con Quequén, se empezó a dar forma al nuevo pueblo. Se edificaron la Delegación municipal, la iglesia, el jardín de infantes y algunos negocios.

## Las calles y sus nombres
Las calles de Napaleofú no tenían nombre porque todos se conocían y sabían donde vivían pero era un inconveniente para los servicios postales la entrega de los envíos, como ejemplo se puede mencionar a la empresa Telefónica a la hora de entregar las facturas telefónicas. Esta empresa fue la primera en apoyar un proyecto de alumnos de la Escuela de Educación Media N.º 1, aprobado en 1994 por el Concejo Deliberante de Balcarce, que decidió reconocer las raíces de su localidad y homenajear a sus primeros pobladores otorgando nombres derivados del idioma mapuche a las calles.
De este modo, las calles recibieron los siguientes nombres: la calle de entrada al pueblo se llama «Conque» (entrada en lengua mapuche) y la de salida, «Tuun» (irse); la de la plaza, «Ranguiche» (en medio del gentío); la del bar «Putupeyel» (bebida); la calle donde se encuentra la cancha de fútbol, «Palihue» (cancha); la de la comisaría, «Lovhuen» (jefatura), la del almacén, «Huelucau» (comercio); la de la escuela de enseñanza media, «Quimelcan» (instruir) y la del jardín de infantes, «Quiteu» (jardinero). Otras, como «Cunapán» (venir acá) o «Nguepal» (venir de paso), no designan una dirección o institución en particular.
Algunos vecinos se opusieron a este proyecto porque querían mantener la tradición de que las calles no tuvieran nombre. Aún después de haber transcurrido más de una década de la asignación de los nuevos nombres siguen llamando a la calle «Conque» la calle de la entrada, porque les resulta difícil pronunciar los nombres mapuches.
Una vecina expresó:

En Napaleofú no había problemas, porque todos nos conocíamos. El problema es afuera, a la hora de hacer un trámite. Por ejemplo, a muchos en las ciudades les cuesta entender que vivimos en una calle sin número, porque tienen que llenar casilleros de formularios. Y si anotan el nombre de la calle, encima lo escriben de cualquier manera
 Elsa Guillermo, una joven del pueblo entrevistada por el diario La Nación

## Pertenecer a tres partidos

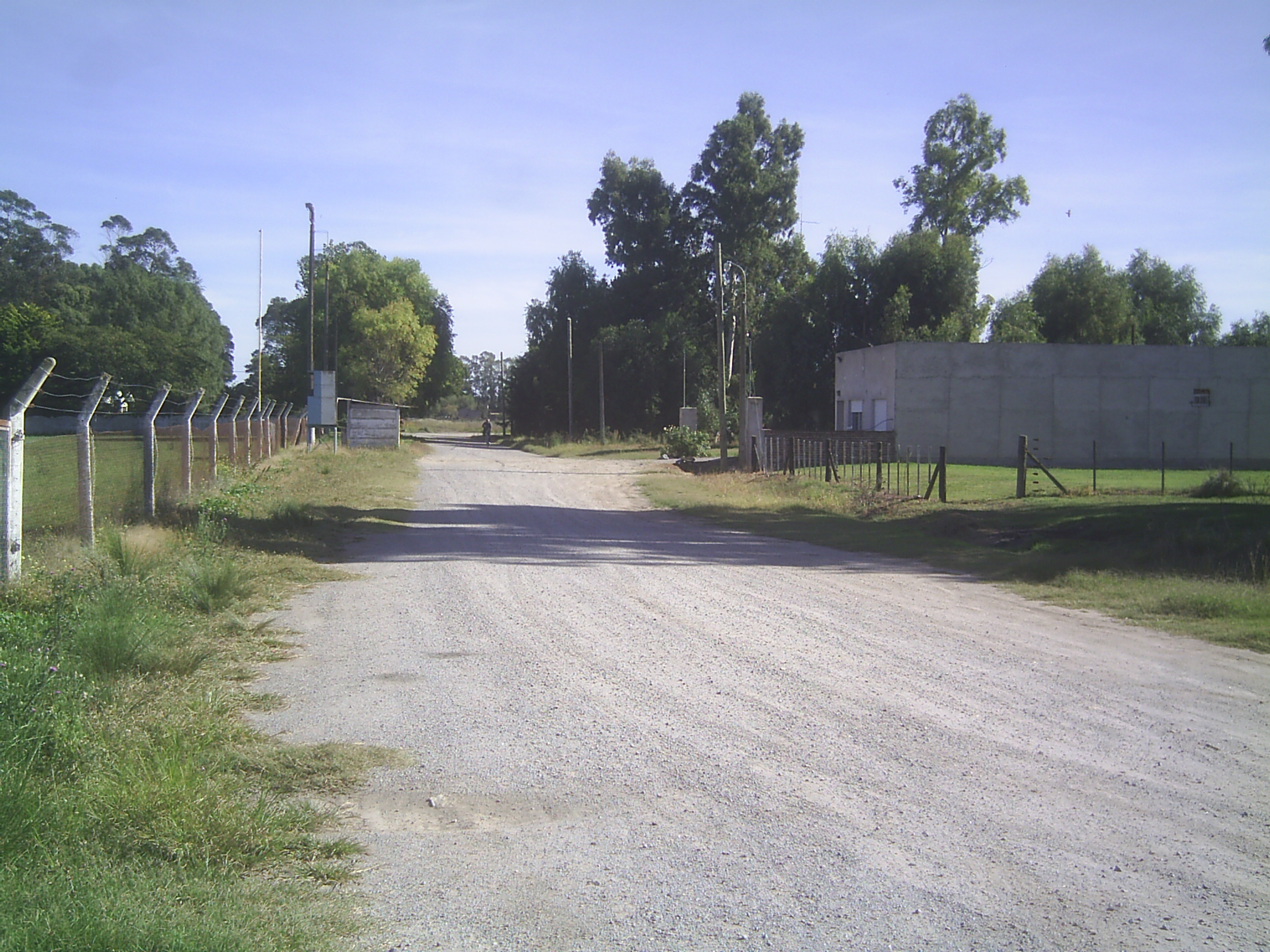
La calle «Devupulen», límite entre los partidos de Lobería y Balcarce.

Cuando en 1914 el pueblo quedó dividido entre los partidos de Lobería y Balcarce surgieron algunos problemas.  Los antiguos propietarios de vehículos debían pagar dos impuestos: el correspondiente al municipio de Lobería y al de Balcarce por circular en sus calles. Algunos ciudadanos ponían su domicilio legal en Lobería para obtener el carnet de conducir más rápido que en Balcarce. 
Otro dato significativo es que gran parte de las personas está registrada en Tandil, donde deben ir a votar y los estudiantes a cursar carreras universitarias en la Universidad Nacional del Centro de la Provincia de Buenos Aires. 
Algunas consecuencias de pertenecer a distintos particos son curiosas. La cancha del club Defensores pertenece a Lobería pero los vestuarios están cruzando la calle «Devupulen» (la cual es el límite entre los dos partidos) y pertenecen por lo tanto a Balcarce. Lo mismo ocurre con la Escuela Nº26, algunas de sus aulas están en el partido de Balcarce y otras en Lobería. Las calles, por otro lado, deben ser reparadas por un operario del municipio al que la misma pertenezca.

## Población
Napaleofú cuenta con 374 habitantes (Indec, 2010), lo que representa un leve decremento del 0,8% frente a los 377 habitantes (Indec, 2001) del censo anterior.
| Gráfica de evolución demográfica de Napaleofú entre 1991 y 2010 |
|                                                                 |
| Fuente: Censos nacionales del INDEC                             |

Sondeos realizados en el 2008 indicaban que habría más de mil.
Todos los habitantes concurren habitualmente al club «Defensores» lugar donde se hacen la mayoría de los bailes y fiestas y son seguidores de la peña «El Fogón».
La gente del lugar donó los fondos para pintar la capilla, remodelar el destacamento policial, adquirir un patrullero y visores nocturnos para que los policías puedan combatir el delito rural.
Asimsmo, un grupo de vecinos con el objetivo de recaudar fondos para las entidades locales siembran soja en terrenos del estado pertenecientes al ferrocarril. La oleaginosa elegida ofrece la ventaja de ser más económica y dejar más ganancia en la cosecha. El trigo está muy expuesto a los incendios, las cotorras depredan el girasol y la gente del lugar se come los choclos si siembran maíz. Por estos motivos estos granos no son sembrados para el proyecto. La empresa ferroviaria destinó diez hectáreas para que el grupo explotara. Un contratista del lugar sembró y cosechó la soja. Lo recaudado fue destinado al club, las escuelas, el centro de jubilados y otros establecimientos.

## Economía
La producción agrícola está diversificada, según la extensión de las tierras, las características del suelo y la fluctuación de los mercados. Se practica la rotación de cultivos: trigo de invierno o primavera, avena para pastoreo, maíz para grano o forraje, girasol y papa. Esta zona está fuera del denominado proceso de «sojización» (sembrado exclusivo de soja). En la zona hay silos que permiten almacenar la producción de los cultivos de verano como reserva para el invierno o para suplementar las raciones alimenticias del ganado. De este modo, se logra aumentar el rendimiento promedio por hectárea. Los productores realizan el control químico de malezas y plagas con equipos terrestres o aéreos; también usan abonos y fertilizantes. 
Con respecto a las actividades pecuarias, se realiza la cría de vacas para tambos o producción de carne. La totalidad de lo producido es comercializado en el Mercado de Liniers o en los frigoríficos. Ha disminuido la cría de ovinos manteniéndose la misma solo para consumo familiar. Los tambos varían de tamaño, desde los más grandes que cuentan con moderna tecnología hasta los más pequeños tienen un estricto control de calidad por parte de las empresas lácteas líderes en Argentina.
También hay cabañas de empresas dedicadas a la producción de reproductores vacunos que comercializan sus animales en ferias o exposiciones rurales. La producción de ovinos ha disminuido y se mantiene solo para consumo familiar.
En los últimos años se ha registrado una importante actividad forestal que ha ido modificando el típico paisaje de estepa de gramíneas sin árboles de la llanura pampeana. Fueron plantados bosques de eucaliptos y acacias, y desaparecieron los «pajonales» que dificultaban el arreo de ganado.
Existe una incipiente actividad minera. Se comenzó a extraer piedra para construir escolleras en Necochea y en Quequén.
La producción de manufacturas de origen agrícola completa el cuadro de las actividades económicas del pueblo. Se fabrica pan, pastas y repostería, chacinados, quesos y dulces. Existen también algunos talleres de herrería artística, de obra y tornería.

## Educación
Cuenta con tres establecimientos educativos dependientes del Consejo Escolar de Lobería: un jardín de infantes, una escuela primaria y una secundaria. Se están iniciando las obras para dotar al lugar de gas natural.

## El Club Defensores de Napaleofú

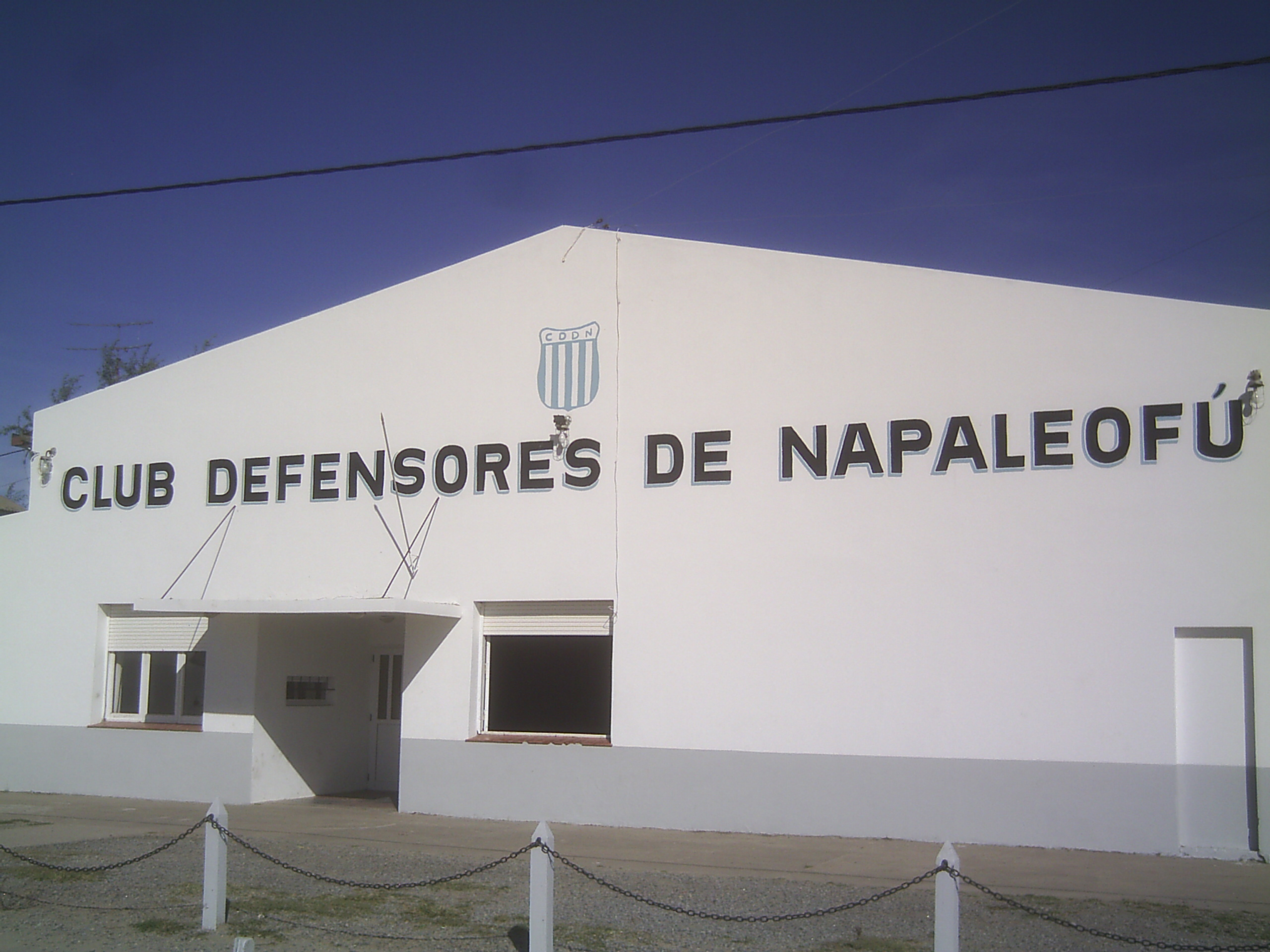
El Club Defensores de Napaleofú.

Comenzó sus actividades en 1922 bajo el nombre de Club Defensores de Napaleofú. Entre 1925 y 1927 estuvo cerrado. En 1930 se reabrió manejado por una comisión que encabezó Eduardo Varela que desde 1928 se dedicó al tema. 
Actualmente el deporte principal es el fútbol, pero además desarrolla actividades sociales y culturales. Estas actividades se desarrollan en la sede construida en 1960 que reemplazó a una antigua construida con chapa. En 1984 se anexó un lugar para reuniones directivas o pequeños encuentros sociales.
En fútbol es miembro de la «Liga Agraria Amateur». En sus comienzos y hasta el año 1969 integró la «Liga Regional Agraria». Integró hasta 1979 la «Liga Tandilense» de este deporte, consagrándose campeón en su primera participación. Durante el año 1979 estuvo retirado reingresando en 1979 en la segunda división. En 1982 se retiró y en 1992 se afilió a la Liga Amateur y formó una subcomisión encargada del tema. La economía del club se basa en la venta de rifas y donaciones y del porcentaje de la venta de entradas que le proporciona la Liga. Actualmente se está proyectando la instalación de una confitería en las instalaciones del club.